# Melbourne race

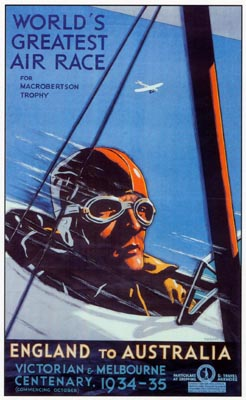
MacRobertson Air Race poster, 1934

De MacPherson Robertson International Air Race – ook wel bekend als de (Londen-)Melbourne race, MacRobertson Trophy Air Race of de MacRobertson Centennial Air Race – was een beroemde vliegwedstrijd. Ze was (in afstand) de langste vliegwedstrijd die ooit gehouden is. Zij werd gehouden van 20 oktober tot 23 oktober 1934 en ging van de RAF-basis Mildenhall in Suffolk (Engeland) naar de Flemington-racebaan in Melbourne (Australië). De race werd gewonnen door het duo C.W.A. Scott en Tom Campbell Black in hun rode De Havilland DH.88 Comet Grosvenor House. Tweede – en tevens eerste in het handicapklassement – werd de Douglas DC-2 Uiver van de KLM met als bemanning Koene Dirk Parmentier, Jan Moll, Bouwe Prins en Cornelis van Brugge. De winst van de DC-2 en de derde plaats voor de Boeing 247 markeerden definitief de toekomst van de burgerluchtvaart.

## Ontstaan
Het idee van de race kwam waarschijnlijk van de burgemeester van Melbourne, Harold Smith. Hij had het idee om ter ere van het 100-jarig jubileum van de staat Victoria, waarvan Melbourne een deel is, een luchtrace te organiseren van Europa naar Australië. Het secundaire doel was om Australië en Europa – en dan vooral moederland Engeland – dichter bij elkaar te brengen. Het prijzengeld van 10.000 pond werd ter beschikking gesteld door de Australisch/Schotse suikerindustrieel MacPherson Robertson. De organisatie werd in handen gelegd van de Royal Aero Club.
De race bestond uit twee klassen. Een snelheidsklasse en een handicapklasse. Bij het snelheidsklassement ging het erom wie zo snel mogelijk in Melbourne aankwam. Bij het handicapklassement ging het erom wie de race met het minste aantal pure vlieguren had afgelegd in het licht van zijn handicapsnelheid. Sommige vliegtuigen namen passagiers en post mee. Dit gewicht werd meegewogen in het handicapklassement. Zodoende kon een vliegtuig dat eigenlijk geen kans zou maken vanwege het extra gewicht, toch een klassement winnen.

De deelnemers mochten er niet langer dan zestien dagen over doen. Daarbij moesten ze verplicht een aantal plaatsen aandoen: Bagdad, Allahabad, Singapore, Darwin en Charleville. Daarnaast waren er nog een aantal plaatsen waar men een tussenlanding kon maken: Marseille, Rome, Athene, Bukarest, Aleppo, Bushehr, Alor Setar, Karachi, Hyderabad, Calcutta, Rangoon, Batavia, Bali, Rambang (Lombok), Kupang (Timor), Newcastle Waters Cloncurry en Narromine. Totaal zou er minstens 18.000 kilometer afgelegd worden.

## Deelnemers
Hoewel 63 deelnemers zich hadden aangemeld, kwamen er slechts 21 op Mildenhall opdagen. De Ieren James C. "Fitz" Fitzmaurice en Eric "Jock" Bonar met hun Bellanca Irish Swoop gingen uiteindelijk niet van start vanwege een ruzie met de organisatie over het gewicht van hun vliegtuig. Grote kanshebbers waren de drie Comets, de KLM DC-2 Uiver, de Boeing 247 van Roscoe Turner, de Airspeed Viceroy van Neville Stack, de Panderjager van Dick Asjes en de Granville R-6H van Jacqueline Cochran.

### De twintig deelnemers die uiteindelijk startten

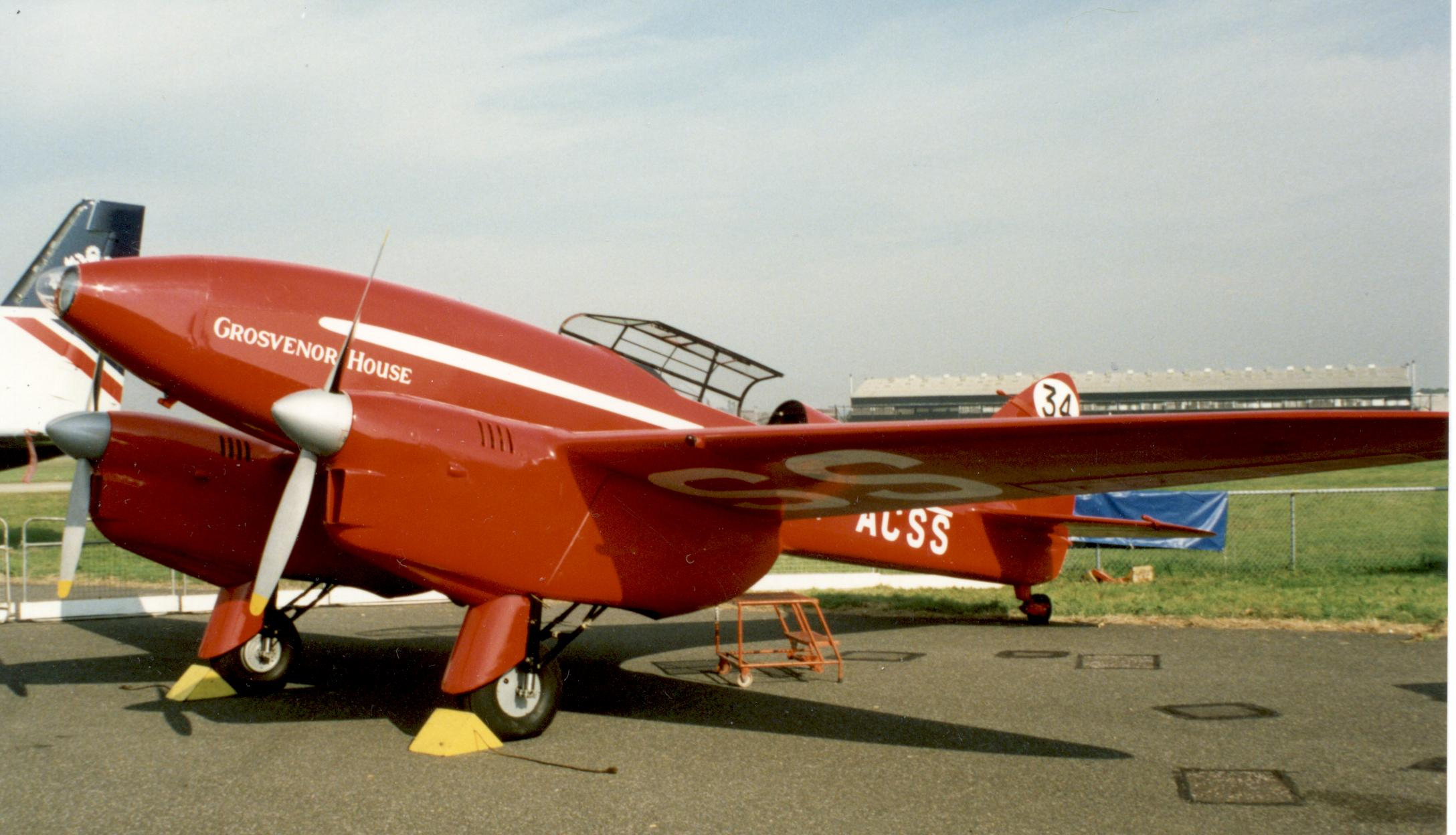
De Havilland DH.88 Comet Grosvenor House, die de race won, is bewaard in de Shuttleworth Collection op Old Warden Aerodrome.

- Koene Dirk Parmentier, Jan J. Moll, Bouwe Prins en Cornelis "Kees" van Brugge (Douglas DC-2 Uiver) met als passagiers Thea Rasche, P.M.J. Gilissen en Roelof Jan Domenie
- Dick Asjes, Gerrit J. Geysendorffer en Pieter Pronk (Pander S.4 Postjager Panderjager)
- Jacqueline Cochran en Wesley Smith Pratt (Granville R-6H Q.E.D.)
- Clyde Pangborn, Roscoe Turner en Reeder Nichols (Boeing 247-D Warner Bros. Comet)
- Charles William Anderson Scott en Tom Campbell Black (De Havilland DH.88 Comet Grosvenor House)
- Owen Cathcart Jones en Ken F. Waller (De Havilland DH.88 Comet)
- Amy Mollison-Johnson en Jim A. Mollison (De Havilland DH.88 Comet Black Magic)
- T. Neville Stack en Sidney Lewis Turner (Airspeed A.S.8 Viceroy)
- G. Shaw (Klemm Eagle)
- John H. "Utica Jack" Wright en John Polando Warner (Lambert Monocoupe 110 Special Baby Ruth)[2]
- Harold Leslie Brook (Miles Falcon) en mevr. E.M. Lay als passagier
- Michael Hansen en D. Jensen (Desoutter Mk.II)
- Malcom Charles "Mad Mac" MacGregor en Henry C. Walker (Miles M.2F Hawk Major Spirit of Manawatu)
- Jimmy Woods en Don C.T. Bennett (Lockheed Vega Puck)
- Charles James "Jimmy" Melrose (de Havilland DH-80 Puss Moth My Hildegarde)[3]
- Jim D. Hewitt, Cyril Eyton Kay[4] en F. Stewart (de Havilland DH-89 Dragon Rapide Tainui)
- D.E. Stodart en K. Stodart (Airspeed AS.5 Courier)
- Harold D. Gilman en James Keith Campbell Baines (Fairey Fox I)
- Ray J.P. Parer en Geoff Hemsworth (Fairey Fox I)
- C.G. Davies en C.N. Hill (Fairey IIIF)

## Verloop

### Dag 1, 20 oktober
Op Mildenhall kwamen ongeveer 60.000 bezoekers kijken hoe de burgemeester van Londen, Sir Alfred Bower, het startschot gaf. Als eerste startte de Black Magic en deze vloog direct door naar Bagdad, net als de andere twee Comets. De Black Magic maakte een perfecte vlucht naar Bagdad waar de Mollisons als eerste aankwamen, een bad namen en een speech gaven en toch nog als eerste weer vertrokken. De Grosvenor House startte als derde maar moest direct rechtsomkeert maken omdat een van de motoren problemen vertoonde. Toen ze dan toch vertrokken, probeerden ze in één keer naar Bagdad te vliegen. Dat lukte iets te goed, ze misten Bagdad en moesten landen in Kirkoek. De Comets bezaten geen radio en moesten dus navigeren op zicht. In Kirkuk kregen ze brandstof en keerden ze alsnog terug naar Bagdad voor de verplichte check waar ze als tweede aankwamen.
De Uiver startte als negende, de Panderjager als vijfde. De Uiver en de meeste andere vliegtuigen die niet zo'n groot vliegbereik hadden als de Comets, vlogen van Rome via Athene naar Aleppo. De Uiver arriveerde als derde in Bagdad. Daar werden ze verwelkomd door o.a. KLM-piloot en schrijver Willem van Veenendaal.
De Boeing van Turner en Pangborn wist eerst Rome te halen en vervolgens aan het einde van de eerste dag Bagdad. Daar beschadigden zij bijna hun vliegtuig, toen ze de landing inzetten met valwind.
De Panderjager had al direct een klein probleem. Er was een stuk linnen van het vliegtuig afgescheurd, waardoor het moest landen in Halle bij Leipzig. Eenmaal gerepareerd vloog het naar Athene en vervolgens door naar Bagdad, waar het 's nachts als vijfde aankwam achter de Boeing van Turner en Pangborn.
Jones en Waller waren in hun groene Comet ook rechtstreeks naar Bagdad gevlogen, maar zij misten ook het vliegveld en moesten landen in Dezful, zo'n 200 kilometer onder Bagdad. Uiteindelijk kwamen zij als zesde aan.
MacGregor en Walker kwamen de eerste dag tot Athene. Jacqueline Cochran kwam tot Boekarest, waar ze bij de landing het hoogteroer van haar vliegtuig zwaar beschadigde en de wedstrijd moest staken. Brook moest landen te Istres nabij Parijs. Neville Stack kwam met zijn speciaal gebouwde vliegtuig door het slechte weer boven Frankrijk niet verder dan Parijs. Shaw raakte meteen al flink uit koers en kwam in eerste instantie in Catalonië uit.

### Dag 2, 21 oktober
De Black Magic wist als eerste Karachi te bereiken in een recordtijd. Daar duurde het even voordat ze bijgetankt hadden en hun vlucht weer konden voortzetten. Eenmaal in de lucht bleek het landingsgestel niet helemaal ingeklapt te zijn en moesten ze weer terug. Het probleem werd verholpen, maar daarbij vergaten ze een draadje voor het dashboardlampje weer aan te sluiten. Het leek alsof er nog steeds een probleem was met het landingsgestel. Toen men na een lang oponthoud door dichte mist voor de derde keer opsteeg was men in alle consternatie vergeten opnieuw te tanken. Men raakte ook nog eens verdwaald boven India en moest uiteindelijk noodgedwongen landen nabij Jabalpur. Daar tankten ze een autobenzine van zulke slechte kwaliteit dat één motor het onderweg naar Allahabad begaf. De reparatie nam zoveel tijd in beslag dat hun strijd was gestreden.
Terwijl de Black Magic landde in Karachi, vloog de Grosvenor House direct naar Allahabad, waardoor ze de leiding overnam. Men wist die dag Singapore te bereiken. De Uiver deed Jask en Karachi wel aan en vloog na 30 minuten voor tanken en controle door naar Allahabad, waar hij als tweede aankwam. Van Allahabad vloog men naar Calcutta en verder door naar Alor Star. De Uiver was aan het einde van de tweede dag onderweg naar Singapore.
De Panderjager vervolgde zijn reis naar Karachi, waar bleek dat ze de Boeing achter zich gelaten hadden. Van Karachi vloog men naar Allahabad waar het noodlot toesloeg: bij de landing weigerden de wielen uit te klappen. Het vliegtuig sleepte over de landingsbaan tot stilstand waarbij vooral de propellers flink beschadigd raakten. Men dacht erover uit de race te stappen, maar besloot toch door te gaan. Tot tweemaal toe maakte Geysendorffer een 28 uur lange treinreis naar Calcutta om onderdelen te repareren. Pas vijf dagen na de crash kon men weer verder. De nacht waarin men wilde vertrekken bleek dat de luchthaven een andere startbaan in gedachten had dan Geysendorffer, waarna de Pander in het donker moest starten. Halverwege de start kwam men in botsing met een tractor die net de baan wilde oversteken. Ditmaal ontplofte de benzinetank en vloog het vliegtuig direct in brand. De bemanning wist via de vleugeldeur ternauwernood aan de vlammen te ontsnappen. Asjes wist ook de tractorbestuurder uit zijn benarde positie te redden. Het was niet alleen het einde van hun race, het zou ook het einde betekenen van de vliegtuigafdeling van Pander.
Nadat de Pander in Allahabad was uitgeschakeld en de Black Magic in Karachi was blijven steken, werd de Boeing plotsklaps derde in het klassement. Toch bleef dat lange tijd onzeker, omdat vóór Allahabad de Boeing niets van zich liet horen en als vermist werd beschouwd. De groene Comet landde eerst in Karachi met technische problemen, maar wist vervolgens zonder problemen Allahabad te bereiken.
Gilman en Baines waren de eerste dag tot Marseille gekomen. De tweede dag bereikte men Rome waarna men na de start neerstortte in Palazzo San Gervasio nabij Foggia. Beiden overleefde de crash niet.

### Dag 3, 22 oktober
De Grosvenor House was onderweg naar Darwin en kreeg onderweg een motorstoring. Ze wisten op één motor Darwin te bereiken, waar de motor werd gerepareerd. Vervolgens vloog men door naar Charleville waar de motor voor een tweede keer werd gerepareerd. Na 71 uur wisten ze Melbourne als eerste te bereiken.
Van Singapore ging de Uiver naar Batavia en verder richting Australië. In Australië was het inmiddels erg slecht weer geworden, zo slecht dat de Uiver uit de koers raakte en verdwaalde. Ze vlogen boven Albury maar wisten dat niet. De stad seinde via het lichtnet de plaatsnaam in morse en riep de burgers op de plaatselijke renbaan als een vliegveld te verlichten met behulp van de koplampen van hun auto's. Hierdoor wist de Uiver uiteindelijk te landen in het drassige veld. Ze zouden wachten met verder vliegen tot de volgende dag.
De Boeing en de groene Comet lagen nog steeds achter op de Uiver. De Boeing kreeg ook last van een olielekkage waardoor één motor enorm begon te roken. Die motor zou de gehele rest van de race blijven roken. Neville Stack bereikte op de derde dag Athene, waar hij vervolgens problemen kreeg met de remmen en moest stoppen.

### Dag 4, 23 oktober
De volgende dag probeerde de Uiver op te stijgen, wederom met behulp van de burgers van Albury. Prins, Van Brugge en de passagiers bleven achter om gewicht te sparen en de start zo kort mogelijk te maken. Uiteindelijk wisten Parmentier en Moll Melbourne nog voor de Boeing van Turner te bereiken. In Nederland leidde het nieuws tot een uitbarsting van vreugde, honderden mensen verzamelden zich aan de Hofweg bij het KLM kantoor in Den Haag, waar Albert Plesman het gejuich in ontvangst nam namens de KLM. Na de Uiver kwam de Boeing aan en daarachter de groene Comet.

## Uitslag
| Officiële uitslag                                 | Officiële uitslag                                                           | Officiële uitslag   | Officiële uitslag | Officiële uitslag |
| Deelnemer                                         | Bemanning                                                                   | Land van herkomst   | Tijd              | Opmerkingen |
| ------------------------------------------------- | --------------------------------------------------------------------------- | ------------------- | ----------------- | --- |
| De Havilland DH.88 Comet G-ACSS Grosvenor House   | Charles William Anderson Scott, Tom Campbell Black                          | Verenigd Koninkrijk | 71 h 0 min        | |
| Douglas DC-2 PH-AJU Uiver                         | Koene Dirk Parmentier, Jan J. Moll, Douwe Prins, Cornelis "Kees" van Brugge | Nederland           | 90 h 13 min       | winnaar in het handicapklassement |
| Boeing 247-D NR257Y Warner Bros. Comet            | Clyde Pangborn, Roscoe Turner, Reeder Nichols                               | Verenigde Staten    | 92 h 55 min       | |
| De Havilland DH.88 Comet G-ACSR                   | Owen Cathcart Jones,Ken F. Waller                                           | Verenigd Koninkrijk | 108 h 13 min      | |
| Miles Hawk Major ZK-ADJ                           | S/Ldr. Malcolm Charles McGregor, Henry C. Walker                            | Nieuw-Zeeland       | 7 d 14 h          | snelste met één motor |
| Airspeed AS.5 Courier G-ACJL                      | S/Ldr. D.E. Stodart, Sgt. Pilot K. Stodart                                  | Verenigd Koninkrijk | 9 d 18 h          | |
| de Havilland DH-80 Puss Moth VH-UQO My Hildegarde | Charles James “Jimmy” Melrose                                               | Australië           | 10 d 16 h         | Tweede in het handicapklassement. Was verdwaald boven de Timorzee maar wist Darwin uiteindelijk te bereiken met een zweefvlucht. Enige solovlieger die aankwam. |
| Desoutter Mk.II OY-DOD                            | Lt. Michael Hansen, D. Jensen                                               | Denemarken          | 31 oktober        | |
| de Havilland DH-89 Dragon Rapide ZK-ACO Tainui    | Jim D. Hewitt, Cyril Eyton Kay, F. Stewart                                  | Nieuw-Zeeland       | 3 november        | |
| Niet gekwalificeerd                               |                                                                             |                     |                   | |
| Miles Falcon G-ACTM                               | Harold Leslie Brook                                                         | Verenigd Koninkrijk | 20 november       | |
| Fairey IIIF G-AABY                                | F/O C.G. Davies, Lt.Cdr. C.N. Hill                                          | Verenigd Koninkrijk | 24 november       | |
| Fairey Fox I G-ACXO                               | Ray J.P. Parer, Geoff Hemsworth                                             | Australië           | 13 februari 1935  | Uit de race gestapt in Parijs. Uiteindelijk Melbourne bereikt.                                                                                                  |
| Lambert Monocoupe 110 Special NC501W Baby Ruth    | John H. "Utica Jack" Wright en John Polando Warner                          | Verenigde Staten    |                   | Uit de race gestapt in Calcutta |
| De Havilland DH.88 Comet G-ACSP Black Magic       | Jim A. Mollison & Amy Mollison-Johnson                                      | Verenigd Koninkrijk |                   | Uit de race gestapt in Allahabad |
| Pander S4 PH-OST Panderjager                      | Gerrit J. Geysendorffer, Dick Asjes, Pieter Pronk                           | Nederland           |                   | Vliegtuig vernietigd bij botsing op de grond te Allahabad |
| B.A. Eagle G-ACVU                                 | F/Lt. G. Shaw                                                               | Verenigd Koninkrijk |                   | Uit de race gestapt in Bushehr (Iran) |
| Lockheed Vega G-ABGK Puck                         | Jimmy Woods, Don C.T. Bennett                                               | Australië           |                   | Uit de race gestapt in Aleppo nadat hun vliegtuig over de kop geslagen was                                                                                      |
| Airspeed AS.8 Viceroy G-ACMU                      | T. Neville Stack, Sidney Lewis Turner                                       | Verenigd Koninkrijk |                   | Uit de race gestapt in Athene |
| Granville R-6H NX14307 Q.E.D.                     | Jacqueline Cochran, W. Smith Pratt                                          | Verenigde Staten    |                   | Uit de race gestapt in Boekarest |
| Fairey Fox I G-ACXX                               | Harold D. Gilman, James K.C. Baines                                         | Verenigd Koninkrijk |                   | Neergestort nabij Palazzo San Gervasio in Italië, beide inzittenden overleden                                                                                   |

## Deelnemende vliegtuigen

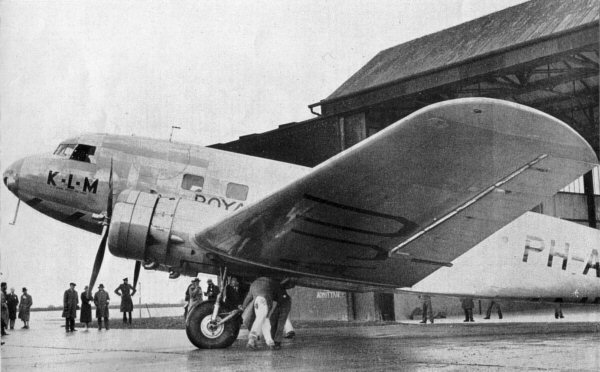
De KLM DC-2 Uiver (PH-AJU) op Schiphol in 1934, met dit toestel vloog Parmentier de Londen-Melbourne race

- De Grosvenor House toerde enige tijd in Australië waarna het toestel werd tentoongesteld in een museum in Groot-Brittannië. Later werd het gerestaureerd en vliegwaardig gemaakt. Het is een graag geziene gast op menig vliegshow.
- De Uiver werd na de race ingezet in Europa en daarna op de lijn Amsterdam-Batavia. Tijdens de tweede postvlucht naar Batavia op 20 december 1934 – twee maanden na de race – stortte de Uiver neer in de woestijn in Syrië nabij Rutbah waarbij alle inzittenden omkwamen.[8]
- De Boeing 247 hangt in het National Air And Space Museum in Washington D.C..
- De Black Magic werd gekocht door de Portugese regering voor gebruik als postvliegtuig naar Brazilië. Het vliegtuig werd hernoemd tot Salazar. Sinds 1937 werd het als verloren beschouwd, maar in 1979 dook het op in een schuur in Portugal. Dit vliegtuig wordt inmiddels in Groot-Brittannië gerestaureerd.[9][10]
- De groene Comet werd vernietigd in Istres in 1940 bij aanvang van de Tweede Wereldoorlog.
- De Spirit of Manawatu werd in 1936 door de eigenaar, Manawatu Aero Club, verkocht aan de Wellington Aero Club. Drie maanden later crashte het vliegtuig.
- De Q.E.D. werd overgenomen door de Mexicaan Francisco Sarabia, die hem herdoopte tot Conquistador del Cielo. Hij vloog hiermee een recordvlucht van Mexico-Stad naar Washington D.C. maar stortte neer op de terugweg. Het vliegtuig wordt tentoongesteld in het Museo Francisco Sarabia in Cuidad Lerdo.[11]
- De Lockheed Vega Puck van Woods en Bennett werd in 1935 alsnog verscheept naar Australië waar hij enige tijd heeft rondgevlogen en in 1941 door de RAAF werd geconfisqueerd. In 1945 werd het toestel verkocht aan DCA die het vervolgens ontmantelde.
- De My Hildegarde is verloren gegaan in de Tweede Wereldoorlog.
- De Desoutter Mk.II OY-DOD werd in 1941 gekocht door het Deense Rode Kruis en geschonken aan het Finse leger ten tijde van de vervolgoorlog. Na de oorlog werd het vliegtuig twee keer doorverkocht. In 1947 crashte het vliegtuig nabij Tampere.[12]
- De Tainui vloog enige tijd voor Guinea Airways, kwam in handen van de RAAF en stortte uiteindelijk neer in Tooraweenah.[13]
- De Baby Ruth werd terug verscheept van India naar Amerika en verkocht aan Ruth Barron of Rochester, die omkwam bij een crash met het vliegtuig in 1936. Het frame werd enkele malen doorverkocht en is inmiddels hersteld.
- De Airspeed Courier van Stodart deed na deze race nog mee aan de Essendon-Cootamundra Air Race (1934) waar hij eerste werd. Daarna werd de Airspeed overgekocht door Stodart en als civiel vliegtuig gebruikt in Australië waar het twee keer in botsing kwam alvorens het werd verkocht aan Aircraft Exchange & Mart Ltd die in 1936 weer terug lieten verschepen naar Engeland.[14]

## Trivia
- Grosvenor House dankt zijn naam aan sponsoring door het hotel Grosvenor House in Londen.
- Baby Ruth dankt zijn naam aan sponsoring door Baby Ruth Candy Co.
- My Hildegarde was vernoemd naar de moeder van Jimmy Melrose, die het vliegtuig had gekocht.
- In 1934 werd de film Splendid Fellows gemaakt, naar aanleiding van de Melbourne Race, waarbij origineel filmmateriaal werd gecombineerd met gedramatiseerde beelden.[15]
- In 1990 werd een televisieserie The Great Air Race – Half a World Away over de race geregisseerd door Marcus Cole naar een script van Michael Brindley.[16][17]